# Прексбаув
Прексбаув (кхмер. ព្រែកស្បូវ) — небольшая рыбацкая деревня в провинции Кампонгтхом на северо-востоке Камбоджи. Расположена неподалеку от реки Сен. Известна как место рождения камбоджийского диктатора Пол Пота, родившегося в деревне 19 мая 1925 года и ставшего впоследствии лидером движения Красных Кхмеров. В деревне расположено не более десяти домов, население занимается в основном рыбной ловлей. Деревня находится в нескольких метрах к северо-западу от озера Тонлесап.